# 許俊雅
許俊雅（1960年7月19日—），台灣台南人，國立台灣師範大學國文研究所博士，現任臺灣師範大學國文系教授，研究領域為臺灣文學、國文教材教法、兩岸文學。曾任臺灣師範大學人文教育研究中心祕書兼推廣組組長、荷蘭萊頓大學訪問學人、復旦大學客座教授、臺北教育大學兼任教授、國立編譯館國中國文教科書編撰委員、臺北縣志藝文志撰述委員、教育部國文課綱委員、學術獎評審委員、國家文藝獎評審委員及臺灣筆會、巫永福基金會監事、董事等。長期致力於臺灣文學史料的蒐集整理及研究，並開拓出臺灣賦學、詞學及日治翻譯文學等領域，並主編多部文學相關典籍。

## 榮譽
- 全國學生文學獎：〈春愁如蘭〉獲第二屆大專散文組佳作（1982）
- 全國學生文學獎：〈載不走的花情葉意〉獲第三屆大專散文組第四名（1983）
- 巫永福獎：《日據時期台灣小說研究》獲第十七屆文學評論獎（1996）
- 香港大學論文發表一等獎（2000）
- 臺灣文獻推廣傑出貢獻獎（2008）

## 外部連結
- 許俊雅的個人資料 - 臺灣師範大學 國文學系 （页面存档备份，存于）
- 九歌文學網－許俊雅 （页面存档备份，存于）
- 2007台灣作家作品目錄－許俊雅 （页面存档备份，存于）